# الهيئة العامة لمشروعات التعمير والتنمية الزراعية (مصر)
الهيئة العامة لمشروعات التعمير والتنمية الزراعية هي هيئة حكومية مصرية تتبع وزارة الزراعة واستصلاح الأراضي. أنشئت بموجب قرار رئيس الجمهورية رقم 269 لسنة 1975. وهي المسئولة عن إدارة واستغلال والتصرف في الأراضي الصحراوية التي تخصص لأغراض الاستصلاح والاستزراع في المناطق التي تشملها خطة مشروعات استصلاح الأراضي، وفي أراضي طرح النهر.

## التشريعات المنظمة
- قانون رقم 169 لسنة 1954 بشأن إنشاء الهيئة الدائمة لاستصلاح الأراضي: أنشئت بموجبه «الهيئة الدائمة لاستصلاح الأراضي».[4]
- قانون رقم 643 لسنة 1955 بشأن الهيئة الدائمة لاستصلاح الأراضي.[5]
- قرار رئيس الجمهورية رقم 1043 لسنة 1957: تم بموجبه إدماج «مؤسسة مديرية التحرير» في «الهيئة الدائمة لاستصلاح الأراضي».[6]
- قرار رئيس الجمهورية رقم 1515 لسنة 1961 بشأن إنشاء المؤسسة العامة لتعمير الصحاري.[7]
- قرار رئيس الجمهورية رقم 572 لسنة 1959 بشأن إنشاء الهيئة العامة لتعمير الصحاري.[8]
- قرار رئيس الجمهورية رقم 3316 لسنة 1962 بشأن المؤسسة المصرية العامة لتعمير الأراضي: أنشئت بموجبه «المؤسسة المصرية العامة لتعمير الأراضي» لتحل محل «الهيئة الدائمة لاستصلاح الأراضي».[9]
- قرار رئيس الجمهورية رقم 3317 لسنة 1962 بشأن المؤسسة المصرية العامة لتعمير الصحاري: حلت بموجبه «المؤسسة المصرية العامة لتعمير الصحاري» محل «المؤسسة العامة لتعمير الصحاري».[10]
- قرار رئيس الجمهورية رقم 452 لسنة 1969 بشأن تحويل المؤسسة المصرية العامة لتعمير الأراضي إلى هيئة عامة.[11]
- قرار رئيس الجمهورية رقم 453 لسنة 1969 بشأن تحويل المؤسسة المصرية العامة لتعمير الصحاري إلى هيئة عامة.[12]
- قرار رئيس الجمهورية رقم 2429 لسنة 1971 بشأن الهيئة المصرية العامة للتعمير والمشروعات الزراعية: تم بموجبه تعديل اسم «الهيئة العامة لتعمير الأراضي» إلى «الهيئة المصرية العامة للتعمير والمشروعات الزراعية».[13]
- قرار رئيس الجمهورية رقم 2437 لسنة 1971 بشأن تعديل قرار رئيس الجمهورية رقم 453 لسنة 1969: تم بموجبه تعديل اسم «الهيئة العامة لتعمير الصحاري» إلى «الجهاز التنفيذي للمشروعات الصحراوية».[14]
- قرار رئيس الجمهورية رقم 269 لسنة 1975 بشأن الهيئة العامة لمشروعات التعمير والتنمية الزراعية: تم بموجبه دمج «الجهاز التنفيذي للمشروعات الصحراوية» في «الهيئة المصرية العامة للتعمير والمشروعات الزراعية» وتعديل تسميتها إلى «الهيئة العامة لمشروعات التعمير والتنمية الزراعية».[15]
- قرار رئيس الجمهورية رقم 505 لسنة 1977: تم بموجبه تعديل اختصاصات الهيئة العامة لمشروعات التعمير والتنمية الزراعية.[16]
- قرار رئيس الجمهورية رقم 295 لسنة 1984: تم بموجبه نقل بعض الاختصاصات إلى الهيئة العامة لمشروعات التعمير والتنمية الزراعية.[17]
- قرار رئيس الجمهورية رقم 70 لسنة 2007: تم بموجبه دمج «الهيئة العامة لتنمية بحيرة السد العالي» بما فيها المسطح المائي للبحيرة وما ينشأ عنها من منخفضات في «الهيئة العامة لمشروعات التعمير والتنمية الزراعية».[18][19]
- قانون رقم 146 لسنة 2021 بشأن حماية وتنمية البحيرات والثروة السمكية.[20][21]
  - ألغي بموجبه:
    - قرار رئيس الجمهورية رقم 336 لسنة 1974.
    - قرار رئيس الجمهورية رقم 420 لسنة 1978.
    - إلغاء المادة رقم 3 من قرار رئيس الجمهورية رقم 70 لسنة 2007.

### مجلس الإدارة
- قرار رئيس مجلس الوزراء رقم 189 لسنة 1976: تم بموجبه تعديل تشكيل مجلس إدارة الهيئة العامة لمشروعات التعمير والتنمية الزراعية.[22]
- قرار رئيس الجمهورية رقم 598 لسنة 1980: تم بموجبه تعديل تشكيل مجلس إدارة الهيئة العامة لمشروعات التعمير والتنمية الزراعية.[23]
- قرار رئيس الجمهورية رقم 20 لسنة 1994: تم بموجبه تعديل تشكيل مجلس إدارة الهيئة العامة لمشروعات التعمير والتنمية الزراعية.[24]
- قرار رئيس مجلس الوزراء رقم 482 لسنة 2017: تم بموجبه تعديل تشكيل مجلس إدارة الهيئة العامة لمشروعات التعمير والتنمية الزراعية.[25]

## التاريخ
- الهيئة العامة للتعمير واستصلاح الأراضي هي الذراع التنفيذي لوزارة الزراعة، وهي المسئولة عن وضع خطط وسياسات التنمية الزراعية ويعرض المدير التنفيذ للهيئة تلك الخطط على وزير الزراعة الذي يعرضها بدوره علي مجلس الوزراء، وقد صدر القرار الجمهوري رقم 269 لسنة 1975 بشأن إنشاء الهيئة العامة لمشروعات التعمير والتنمية الزراعية، والقرار تضمن ضم جميع المؤسسات العاملة في الزراعة والأنشطة الزراعية في هيئة واحدة لتكون في محلولة لرأب الصدع وتقليل الفجوة بين متخذي القرارات المتعلقة بالزراعة، وقد تضمن القرار الجمهوري اختصاصات عمل الهيئة.

اختصاصات الهيئة (مستمدة من القانون رقم 143 لسنة 1981في شأن الأراضي الصحراوية وكيفية استغلالها)
- تأتي الهيئة العامة للتنمية والتعمير في المركز الثاني (بعد وزارة الدفاع) في قوة تحديد أراضي الدولة المراد تنميتها وتعميرها، وذلك بعد أخذ موافقة وزارة الدفاع علي المشروعات المقترحة ولا يجوز تغيير تلك المشروعات لاحقا دون موافقة وزارة الدفاع.
- تتولي الدولة وفقا للخطة المعتمدة إنشاء المرافق العامة الرئيسية والابنية والخدمات العامة اللازمة لإقامة مشروعات استصلاح واستزراع الأراضي سواء داخل أو خارج الزمام ويدرج التمويل اللازم لذلك في موازنة الهيئة العامة لمشروعات التعمير.
- تقوم الهيئة بإعداد الرسومات والمواصفات الخاصة بالمرفق والاشراف علي تنفيذها سواء بنفسها أو بمن تعهد اليه بهذه المهمة من جهات حكومية أو غيرها وذلك بالتنسيق ووفقا للمواصفات التي يتفق عليها مع الجهات الحكومية المختصة، ويجوز للسلطة المحلية المختصة أن تستعين بالهيئة طبقا لما يتم الاتفاق عليها بينهما لإقامة مشروعات استصلاح الأراضي الصحراوية الخاضعة لاختصاص المحليات.
- إذا تداخلت في مشروعات استصلاح الأراضي المملوكة للأفراد أو للجهة الخاصة فيجوز لمجلس إدارة الهيئة أن يتفق مع ملاك هذه الأراضي علي شرائها وديا مقابل ثمن نقدي أو مبادلتها بقطعة أو قطع أخرى مساوية لها في القيمة في نفس الزمام أو أقرب لها فان تعذر ذلك اتخذت اجراءات نزع ملكيتها للمنفعة العامة مقابل تعويض عادل وفقا لأحكام القانون.
- يحظر علي أي شخص طبيعي أو هيئات أو شركات; أن يجور أو يضع اليد أو يتعدى علي أي جزء من الأراضي الخاضعة لأحكام هذا القانون وفيما عدي ما تقوم به القوات المسلحة تنفيذا لخطة الدفاع عن الدولة يحظر إجراء أية أعمال أو اقامة أيه منشآت أو أشغال بأي وجه من الوجوه الا بإذن الهيئة ويبطل كل إجراء أو تصرف في حق عيني أصلي أو تبعي أو تأجير أو تمكين بأي صورة من الصور علي تلك الأراضي يتم بالمخالفة للقانون ولا يجوز شهره ولكل ذي شأن التمسك بالبطلان أو طلب الحكم به وعلي المحكمة أن تقضي به من تلقاء نفسها ويزال وضع اليد المخالف بالطريق الإداري بقرار من الوزير المختص بناء علي طلب رئيس الهيئة المختصة وبقرار من وزير الدفاع بالنسبة للأراضي التي تشغلها القوات المسلحة كمناطق عسكرية ويتحمل واضع اليد تكاليف ازالة البناء أو المزروعات أو المفروشات القائمة بالأراضي وغيرها من الأعمال المخالفة وللهيئة أو القوات المسلحة بحسب الأحوال استيفاء ما ترى استيفاءه منها واعتباره ملكا للدولة.
- يكون التصرف في الأراضي الخاضعة لأحكام هذا القانون أو تأجيرها أو استغلالها لغرض استصلاحها واستزراعها فقط ووفقا للقواعد والشروط والاوضاع التي يضعها مجلس إدارة الهيئة وتتضمنها العقود المبرمة مع ذوي الشأن وتشمل هذه القواعد ما يكفل منع الحماية في هذه الأراضي وحصول الهيئة علي مستحقاتها والمشاركة في فروق الاسعار في حالة التصرف في الأراضي بما يعطي نصيبها في المرافق الاساسية التي أقامتها الدولة.
- وفي جميع الأحوال يكون استغلال الأرض عن طريق تأجيرها لمدة ثلاث سنوات فاذا ثبت الجدية في الاستصلاح خلالها تملك الأرض لمستأجرها بقيمتها قبل الاستصلاح مع خصم القيمة الإيجارية المسددة من ثمن الأرض وإذا لم تثبت الجدية اعتبر العقد مفسوخا من تلقاء ذاته دون حاجة الي اجراءات وتسترد الأرض اداريا ممن كان قد استأجرها.

يجوز لرئيس الهيئة أن يرخص في التصرف بغير المزاد العلني في الأراضي المستصلحة وذلك طبقا للأسس والتيسيرات وأوجه الرعاية والقواعد والاجراءات التي يضعها مجلس إدارة الهيئة في حالات معينة وبمراعاة منح أولوية لأبناء المحافظة.
- يحدد مجلس إدارة الهيئة أثمان الأراضي التي يتم التصرف فيها ويتم هذا التحديد بعد استطلاع رأي اللجنة العليا لتثمين الأراضي وتنظر تلك اللجنة الي العناصر الاتية عند تقدير الثمن:

1. طبيعة الأرض ومعدتها ونوع تربتها ودرجة خصوبتها ومدي صلاحيتها للاستغلال الزراعي
2. تكاليف استصلاح الأراضي وتعميرها واستزراعها.
3. طبيعة الدورة الزراعية الصالحة للتطبيق في تلك الأرض وما تغله من حاصلات زراعية ومدي قابلية الحاصلات للتسويق وإمكانيات ذلك.
4. تكاليف استغلال الأرض في الزراعة والإيرادات الناتجة من هذا الاستغلال وصافي الربح المحقق منها.
5. مدي توافر المياه الصالحة لري تلك الأرض وإمكانيتها ومدي استمرارها وبعدها أو قربها منها.
6. موقع الأرض ومدي قربها أو بعدها من العمران، ومدي سهولة المواصلات إليها.
7. أثمان الأراضي في المعاملات السائدة في المنطقة.
8. العناصر الأخرى التي تراها اللجنة.

## مجالات عمل الهيئة
- الأراضي الصحراوية
- البحث عن المياه في الصحاري المصرية
- دراسة الخزان النوبي وحساب سعته وإمكانياته
- إدارة الأراضي التي يقع الاختيار عليها للتنمية
- اراضي البحيرات والسياحات التي يتم تجفيفها وأراضي طرح النهر.
- الأراضي المتاخمة والممتدة خارج الزمام الي مسافة كيلومترين علي ان يكون استصلاحها وفق خطة قومية تضعها وزارة الزراعة واستصلاح الأراضي

## مجلس إدارة الهيئة
يتكون مجلس الإدارة الهيئة من
- رئيس مجلس الإدارة (وزير الزراعة واستصلاح الأراضي)
- المدير التنفيذي للهيئة
- وزير الموارد المائية والري
- وزير الإسكان والمرافق والمجتمعات العمرانية
- وزير الاستثمار والتعاون الدولى
- وزير التنمية المحلية
- رئيس لإدارة الفتوي المختصة لوزارة الزراعة واستصلاح الاراضى بمجلس الدولة

وممثل لكل من الوزارات التالية:
- المالية
- الدفاع والإنتاج الحربي
- المركز الوطنى لتخطيط استخدامات اراضى الدولة
- نائب وزير الزراعة لشئون استصلاح الاراضى

## مشروعات الهيئة
خطة متكاملة سيتم العمل على أساسها وبالتنسيق مع كل الجهات المعنية لتعظيم الاستفادة من مشروع الـ1.5 مليون فدان من خلال شركة تنمية الريف المصري الجديد  سيتم التركيز على تطبيق مفهوم التنمية المتكاملة في أراضى المشروع بما يحقق التنمية المستدامة في جميع مناطق المشروع.
حصر تصرفات الهيئة منذ عام 1981 وحتى الآن بهدف ميكنة تلك التصرفات، ووضعها على خريطة موقع عليها تصرفات الهيئة، وإعداد تقرير بذلك. في خطة وزارة الزراعة لتطوير أداء العمل بالهيئة والتيسير على المتعاملين.